# José Lisboa Freire
José Lisboa Freire (João Pessoa,[carece de fontes?] 1922 – Rio de Janeiro,[carece de fontes?] 22 de abril de 2012) foi um militar e político brasileiro, sendo indicado pelo general Emílio Garrastazu Médici como governador do Amapá em 1972 a 1974 no período da ditadura militar no Brasil.